# Бабино-2
Ба́бино-2 — садоводческий массив в Тосненском районе Ленинградской области.

## История
Земли садоводческого массива были выделены рабочим, инженерам и учёным крупнейших предприятий и институтов Василеостровского района Ленинграда в середине 1980-х годов. Садоводства носят названия предприятий, для работников которых были выделены их земли — «Университет», «Заря», «Электроаппарат», «Кабельщик», «Кожевник» и так далее. За двадцать лет за счёт садоводов и предприятий, на которых они трудились, построены асфальтовые и грунтовые дороги, медпункт, продовольственные и строительные магазины. Весь массив электрифицирован.

## География
Садоводческий массив «Бабино-2» расположен в юго-восточной части района близ границы Ленинградской и Новгородской областей на автодороге М10 (E 95) «Россия» (Москва — Санкт-Петербург).
К северо-востоку от массива находится посёлок Бабино и железнодорожная платформа Бабино-2 направления Санкт-Петербург — Москва.
К востоку от массива протекает река Грядка, приток реки Равань.

## Инфраструктура
Массив делится на 13 садоводств. 
1. «Контур»
2. «Волна»
3. «Спектр»
4. «Корабел»
5. «Факел»
6. «Нева»
7. «Электроаппарат»
8. «Спутник»
9. «Университет»
10. «Кожевник»
11. «Кабельщик»
12. «Сплав»
13. «Заря»[2]

По дорогам массива курсируют рейсовые автобусы, они доставляют людей от въезда в массив до железнодорожной станции Бабино-2 и обратно. Также работает частное такси. Есть дороги с асфальтовым покрытием, а также сеть грунтовых подъездных дорог внутри садоводств.
Для торгового обслуживания на въезде в массив организован рынок, в некоторых садоводствах построены и функционируют продовольственные магазины. В массиве функционируют три магазина строительных материалов и пункт по обмену газовых баллонов.
В СНТ «Сплав» находится часовня Великомученика и Целителя Пантелеймона.